# 오지마 가즈야
오지마 가즈야(일본어: 小島 和哉, 1996년 7월 7일 ~ )는 일본의 프로 야구 선수이며, 현재 퍼시픽 리그인 지바 롯데 마린스의 소속 선수(투수)이다. 사이타마현 고노스시 출신이다.

## 인물

### 프로 입단 전
린도 스포츠 소년단에서 야구를 시작하여 고노스 시립 아카미다이 중학교 시절에는 교다 시니어 팀에서 활약을 했다. 시니어 팀의 2년 후배인 히구치 세이슈가 있다.
우라와가쿠인 고등학교에 진학하면서 1학년 여름부터는 벤치에 들어갔고 고시엔 대회(제94회 전국 고등학교 야구 선수권 대회)에서는 3차전 상대인 덴리 고등학교전에 등판하여 3이닝 3실점(1자책점)의 성적을 남겼다. 1학년 가을부터 팀의 에이스를 맡았고 다카하시 고나가 소속된 마에바시 이쿠에이 고등학교와 와카쓰키 겐야가 소속된 하나사키토쿠하루 고등학교 등을 잇달아 누르고 추계 간토 대회의 우승을 이끌었다. 2학년 때인 춘계 고시엔 대회(제85회 기념 선발 고등학교 야구 대회)에서는 첫 상대인 도사 고등학교를 상대로 6피안타 완봉승을 거두었고, 요시다 유토를 거느린 호쿠쇼 고등학교와의 준준결승에서 7이닝 1피안타 무실점의 호투를 보였다. 기시모토 준키를 거느린 쓰루가게히 고등학교와의 준결승, 안라쿠 도모히로를 거느린 사이비 고등학교와의 결승에선 모두 9이닝 1실점으로 완투하는 등 우라와가쿠인 고등학교의 첫 전국 대회 우승을 이끌었다. 이 대회에서는 5경기 모두 선발 등판하여 3완투, 평균 자책점 0.64(42이닝 3실점)라는 경이적인 숫자를 남겼다. 2학년 하계 사이타마현 대회에서는 준준결승전인 사이타마 헤이세이 고등학교를 상대로 퍼펙트 게임을 달성하는 등 에이스로서의 활약을 보였고 고시엔 대회(제95회 전국 고등학교 야구 선수권 대회)에 출전했다. 첫 경기이자 우에바야시 세이지, 구마가이 다카히로, 바바 고스케 등을 거느린 센다이 이쿠에이 고등학교를 상대로 첫 회에 6실점을 내주는 등 8회까지 10실점을 내줬다. 9회에 10대 10으로 맞이한 9회말 등판하기 전 왼발에 경련이 일어나 2아웃까지 이어나갔지만 안타를 허용한 바람에 강판됐다. 자신의 뒤를 이은 야마구치 루이가 제구력 난조로 구마가이에게 끝내기 적시타를 얻어 맞으며 팀은 패했다. 3학년 여름에는 3차전 상대인 가와구치 고등학교에게 패하여 고시엔 진출에는 실패했다. 이후 U-18 일본 대표팀 선수로 발탁돼 이 대회에서는 3경기에 구원 등판하여 5이닝 동안 허용한 안타는 겨우 3개였고 자책점 없이 호투를 펼쳤다.
와세다 대학에 입학한 후에는 1학년 봄부터 등판을 이뤘다. 1학년 춘계 리그전에서는 5경기에 구원 등판하여 최종전에서는 첫 선발 등판했다. 7이닝 동안 6피안타 11탈삼진 2실점으로 호투했고 6경기에 등판하여 3승 0패 평균 자책점 1.25의 좋은 성적을 남겼다. 전일본 대학 야구 선수권에서는 준준결승전인 센슈 대학을 상대로 선발 등판하여 7이닝 2실점의 호투를 보였고 결승전인 류쓰케이자이 대학을 상대로 선발을 맡아 팀을 우승으로 이끌었다. 메이지 진구 야구 대회에서는 준결승전 조부 대학을 상대로 9이닝 1실점의 호투를 보였고 1학년 때는 두 차례의 전국 대회를 경험했다. 2학년 여름에는 제28회 하를럼 베이스볼 위크의 일본 대표팀 선수로 발탁됐고 2학년 추계 리그전에서는 평균 자책점 1.60으로 최우수 평균 자책점을 수상했다. 4학년 때는 주장을 맡았고 4학년 여름에는 제42회 미일 대학 야구와 제29회 하를럼 베이스볼 위크의 일본 대표팀 선수로 출전했다. 4학년 추계 리그전에서는 10경기에 등판(5완투)하여 4승 2패, 평균 자책점 1.73으로 좋은 성적을 남겨 두 번째 최우수 평균 자책점을 차지했다. 2학년 이후에는 전국 대회 출전은 이뤄지지 않았지만 4년 간의 리그전에서 통산 63경기에 등판하여 22승 13패, 평균 자책점 2.37을 기록했다. 와세다 대학 야구부에는 3학년 선배에 해당되는 모기 에이고로와 시게노부 신노스케, 2학년 선배인 이시이 가즈나리, 1학년 선배로는 오타케 고타로 등이 있다.
2018년 드래프트 회의에서 지바 롯데 마린스로부터 3순위 지명을 받았고 계약금 1,000만 엔, 연봉 6,000만 엔(금액은 모두 추정치)으로 입단했다. 등번호는 43번으로 결정했다.

### 프로 입단 후

#### 2019년
구단에서는 후지오카 다카히로 이후 7년 만에 신인 좌완 투수의 개막 로테이션 진입에 성공하면서 4월 4일 사이타마 세이부 라이온스전에서 데뷔 첫 등판·첫 선발 등판했지만 2이닝 8실점으로 패전 투수가 됐다. 요시이 마사토 투수 코치는 “사실은 다시 한 번 기회를 주고 싶었지만 팀의 사정으로 중간 계투가 필요하다”라고 말하여 다음날에는 1군 등록이 말소됐다. 2군에서는 11경기에 선발 등판하여 평균 자책점 2.00이라는 결과를 남겼고 7월 4일 오릭스 버펄로스전에서 1군에 복귀했다. 이후 1군과 2군을 오가는 일이 반복되면서 1군에서의 선발 마운드에 올랐는데 다섯 번째 선발 등판인 8월 14일 홋카이도 닛폰햄 파이터스전에서 6이닝 1실점으로 호투하여 데뷔 첫 승리 투수가 됐다. 신인으로서 맞이한 그 해에 1군에서 10경기 모두 선발 등판하여 3승 5패, 평균 자책점 4.31의 성적을 남겼고 오프에는 700만 엔이 상승한 추정 연봉 1,700만 엔으로 재계약을 맺었다.

#### 2020년
작년과 마찬가지로 개막 로테이션에 진입하여 7월 22일 세이부전에서는 프로 야구 역사상 68년 만에 ‘고시엔 동년 우승 투수 대결’이 성사되면서 7회 도중 1실점의 호투로 다카하시 고나와의 투수전을 벌인 끝에 승리 투수가 됐다. 8월 26일 도호쿠 라쿠텐 골든이글스전에서 8연승 중이던 와쿠이 히데아키와의 투수전에서도 7이닝 5피안타 무실점의 호투로 누르고 승리 투수, 그리고 개인 최다 기록인 11개의 탈삼진으로 첫 두 자릿수 탈삼진을 기록했다. 코로나19의 여파로 120경기로 단축되는 시즌이긴 했지만 이 해에는 단 한 번도 등록이 말소되지 않으면서 선발 로테이션을 지켰고 20경기에 선발 등판하여 7승 8패, 평균 자책점 3.73의 성적을 남겼다. 오프에는 큰 폭으로 증가된 추정 연봉 3,400만 엔으로 재계약을 맺었다.

#### 2021년
3년 연속 개막 로테이션에 들어갔지만 개막 이후 5경기에서 승리한 일은 없었고 5월 9일 오릭스전에서 시즌 첫 승을 겨우 올렸지만 사사키 로키가 1군에 데뷔하는 일도 있어서 다음날인 10일에 등록이 말소됐다. 5월 23일에 재승격하여 그 후에는 말소되지 않고 선발 로테이션을 돌고 있었지만 전반기에는 14경기에 선발로 나오면서 평균 자책점 4.69라는 부진한 성적을 남겼다. 후반기에서도 불안정한 투구가 지속되곤 있었지만 9월 11일 라쿠텐전에서 9이닝 4피안타 8탈삼진 1실점, 무4사구의 호투로 데뷔 첫 완투승을 거두었고 이어진 9월 19일 닛폰햄전에서는 9이닝 4피안타 1볼넷 6탈삼진, 그리고 무실점의 호투로 2경기 연속 완투가 되는 데뷔 첫 완봉승을 거두었다. 10월 3일 라쿠텐전에서도 9이닝 3피안타 5탈삼진 무4구 완봉승으로 시즌 10승째를 올렸고 시즌 2완봉·두 자릿수 승리 모두 구단 좌완 투수로서는 2012년에 나루세 요시히사가 세운 이후의 기록이 됐다. 이 해에는 24경기에 선발 등판하여 팀에서는 유일하게 자신의 첫 규정 투구 이닝을 채웠고 10승 4패와 평균 자책점 3.76, 리그 2위에 해당되는 3완투·2완봉을 기록했다. 오프에는 같은 와세다 대학 출신의 고미야마 사토루·오타니 도모히사가 착용했던 등번호 14번으로 변경됐다고 공식 발표되면서 연봉과 관련해서는 2,800만 엔이 상승한 추정 연봉 6,200만 엔으로 서명했다.

#### 2022년
개막 2경기째인 라쿠텐전에서의 선발 등판하기로 예정돼 있었으나 우천 취소로 3월 30일 후쿠오카 소프트뱅크 호크스전에서 시즌 첫 등판과 동시에 첫 선발 등판했다. 타구가 두 차례나 직격되는 불운을 맞으면서도 6이닝 2실점(1자책점)으로 호투했지만 구원진의 제구력 난조로 인해 승패는 연결되지 않았다. 이후의 선발 등판에서도 타선의 지원이 없거나 야수진들의 서투른 수비가 있을 정도의 불운은 계속됐고 6월 2일에 열린 도쿄 야쿠르트 스왈로스전에서 6이닝 1실점으로 호투하여 승리 투수의 자격을 얻은 채로 강판됐으나 구원진의 제구력 난조로 개막 이후부터 9선발·평균 자책점 2.67, 0승 5패의 성적을 남겼다. 같은 달 10일의 요코하마 DeNA 베이스타스전에서도 6이닝 1실점으로 호투하는 등 시즌 첫 승리 투수가 됐지만 이후에는 또다시 타선의 지원을 받지 못하여 승리에서 멀어졌고 7월 30일 오릭스전에서는 5와 1/3이닝 동안 4실점을 기록하여 승패가 나오지 않았다. 15경기에 선발 등판하여 1승 7패가 되면서 다음 날인 31일에 1군 등록이 말소됐다. 단, 후타키 고타가 코로나19 확진으로 전력에서 이탈함에 따라 ‘특례 2022’에 따라 10일을 기다리지 않고 8월 6일 세이부전에 선발 등판해 8이닝 1실점의 역투로 2개월 만의 승리 투수가 됐다. 그러나 이후에는 또다시 부진에 시달리면서 이 해에는 2년 연속으로 팀에서는 유일하게 규정 투구 이닝에 도달하면서 평균 자책점 3.14를 기록했지만 3승 11패라는 최악의 성적을 냈다. 다만 구단으로부터 투구 내용을 비롯한 1년 내내 선발 로테이션을 지킨 것이 평가되는 모양새로 오프에는 600만 엔이 상승한 6,800만 엔으로 재계약을 맺었다.

## 선수로서의 특징
직구의 가장 빠른 속도는 151km/h이다. 변화구는 컷 패스트볼, 체인지업, 슬라이더, 커브를 던진다. 프로 1년째를 마친 추계 스프링 캠프부터는 투심 습득에 힘썼고 3년째부터 가지고 있는 공에 늘어나고 있다.

## 상세 정보

### 출신 학교
- 우라와가쿠인 고등학교
- 와세다 대학

### 선수 경력
- 지바 롯데 마린스(2019년 ~ )

### 개인 기록

#### 투수 기록
- 첫 등판·첫 선발 등판 : 2019년 4월 4일, 대 사이타마 세이부 라이온스 3차전(메트라이프 돔), 2이닝 8실점(7자책점)으로 패전 투수
- 첫 탈삼진 : 상동, 2회말에 나카무라 다케야로부터 루킹 삼진
- 첫 승리·첫 선발 승리 : 2019년 8월 14일, 대 홋카이도 닛폰햄 파이터스 19차전(도쿄 돔), 6이닝 1실점
- 첫 완투·첫 완투 승리 : 2021년 9월 11일, 대 도호쿠 라쿠텐 골든이글스 20차전(ZOZO 마린 스타디움), 9이닝 4피안타 무4구 1실점 8탈삼진
- 첫 완봉 : 2021년 9월 19일, 대 홋카이도 닛폰햄 파이터스 17차전(삿포로 돔), 9이닝 4피안타 1볼넷 무실점 6탈삼진

#### 타격 기록
- 첫 타석 : 2021년 6월 6일, 대 요코하마 DeNA 베이스타스 3차전(요코하마 스타디움), 3회초에 이마나가 쇼타로부터 투수 앞 희생타

#### 기타
- 개막전 선발 투수 : 1회(2023년)

### 등번호
- 43(2019년 ~ 2021년)
- 14(2022년 ~ )

### 연도별 투수 성적
| 연 도      | 소 속      | 등 판 | 선 발 | 완 투 | 완 봉 | 무 4 구 | 승 리 | 패 전 | 세 이 브 | 홀 드 | 승 률 | 타 자 | 이 닝 | 피 안 타 | 피 홈 런 | 볼 넷 | 고 4 | 몸 맞 | 탈 삼 진 | 폭 투 | 보 크 | 실 점 | 자 책 점 | 평 자 책 | W H I P |
| ---------- | ---------- | ----- | ----- | ----- | ----- | ------- | ----- | ----- | -------- | ----- | ----- | ----- | ----- | -------- | -------- | ----- | ---- | ----- | -------- | ----- | ----- | ----- | -------- | -------- | ------- |
| 2019년     | 지바 롯데  | 10    | 10    | 0     | 0     | 0       | 3     | 5     | 0        | 0     | .375  | 232   | 54.1  | 55       | 5        | 20    | 0    | 1     | 45       | 0     | 0     | 28    | 26       | 4.31     | 1.38    |
| 2020년     | 지바 롯데  | 20    | 20    | 0     | 0     | 0       | 7     | 8     | 0        | 0     | .467  | 479   | 113.1 | 106      | 12       | 47    | 0    | 3     | 83       | 0     | 1     | 50    | 47       | 3.73     | 1.35    |
| 2021년     | 지바 롯데  | 24    | 24    | 3     | 2     | 2       | 10    | 4     | 0        | 0     | .714  | 606   | 146.0 | 123      | 16       | 51    | 1    | 6     | 92       | 2     | 0     | 65    | 61       | 3.76     | 1.19    |
| 2022년     | 지바 롯데  | 24    | 24    | 0     | 0     | 0       | 3     | 11    | 0        | 0     | .214  | 599   | 143.1 | 140      | 10       | 43    | 1    | 4     | 89       | 1     | 0     | 57    | 50       | 3.14     | 1.28    |
| 2023년     | 지바 롯데  | 25    | 25    | 0     | 0     | 0       | 10    | 6     | 0        | 0     | .625  | 657   | 158.1 | 143      | 14       | 57    | 0    | 6     | 114      | 2     | 0     | 64    | 61       | 3.47     | 1.26    |
| 통산 : 5년 | 통산 : 5년 | 103   | 103   | 3     | 2     | 2       | 33    | 34    | 0        | 0     | .493  | 2573  | 615.1 | 567      | 57       | 218   | 2    | 20    | 423      | 5     | 1     | 264   | 245      | 3.58     | 1.28    |

- 2023년 시즌 종료 기준.
- 굵은 글씨는 시즌 최고 성적.

### 연도별 수비 성적
| 연도 | 소속      | 투수  | 투수  | 투수  | 투수  | 투수  | 투수     |
| 연도 | 소속      | 경 기 | 척 살 | 보 살 | 실 책 | 병 살 | 수 비 율 |
| ---- | --------- | ----- | ----- | ----- | ----- | ----- | -------- |
| 2019 | 지바 롯데 | 10    | 4     | 15    | 0     | 0     | 1.000    |
| 2020 | 지바 롯데 | 20    | 7     | 27    | 1     | 4     | .971     |
| 2021 | 지바 롯데 | 24    | 18    | 23    | 0     | 1     | 1.000    |
| 2022 | 지바 롯데 | 24    | 9     | 28    | 2     | 3     | .949     |
| 2023 | 지바 롯데 | 25    | 7     | 28    | 0     | 8     | 1.000    |
| 통산 | 통산      | 103   | 45    | 121   | 3     | 16    | .982     |

- 2023년 시즌 종료 기준.
- 굵은 글씨는 시즌 최고 성적.